# 猿渡信光
猿渡 信光（さるわたり のぶみつ）は、戦国時代から安土桃山時代にかけての武将。島津氏の家臣。官位は掃部兵衛、後に越中守。

## 生涯
猿渡氏は平高望の後裔。天文3年（1534年）、猿渡信資の子として誕生。
島津氏に仕え、支配領である加世田や羽月の地頭職を歴任した。武勇に優れ、肥後国侵攻や天正12年（1584年）の沖田畷の戦いなどで活躍。特に沖田畷の戦いでは、1千人の兵を率いたとされ、島津・有馬連合軍の総兵が6千～8千というので、部隊長としてかなりの軍権を有したと推測される。また、この合戦で嫡子の彌次郎が戦死している。
天正15年（1587年）、豊臣秀吉による九州平定の際の根白坂の戦いで戦死した。